# Gasques
Gasques – miejscowość i gmina we Francji, w regionie Oksytania, w departamencie Tarn i Garonna.
Według danych na rok 1990 gminę zamieszkiwało 358 osób, a gęstość zaludnienia wynosiła 27 osób/km² (wśród 3020 gmin regionu Midi-Pireneje Gasques plasuje się na 713. miejscu pod względem liczby ludności, natomiast pod względem powierzchni na miejscu 870.).